# العلاقات الباربادوسية الموريتانية
العلاقات الباربادوسية الموريتانية هي العلاقات الثنائية التي تجمع بين باربادوس وموريتانيا.

## مقارنة بين البلدين
هذه مقارنة عامة ومرجعية للدولتين:
| وجه المقارنة                                              | باربادوس       | موريتانيا                 |
| --------------------------------------------------------- | -------------- | ------------------------- |
| المساحة (كم2)                                             | 439            | 1.03 مليون                |
| عدد السكان (نسمة)                                         | 285.72 ألف     | 4.42 مليون                |
| الكثافة السكانية (ن./كم²)                                 | 65.08 ألف      | 4.29                      |
| العاصمة                                                   | بريدج تاون     | نواكشوط                   |
| اللغة الرسمية                                             | لغة إنجليزية   | اللغة العربية، لغة فرنسية |
| العملة                                                    | دولار بربادوسي | أوقية موريتانية، أوقية ‏   |
| الناتج المحلي الإجمالي (بليون دولار)                      | 4.80 مليار     | 5.02 مليار                |
| الناتج المحلي الإجمالي (تعادل القوة الشرائية) بليون دولار | 4.66 مليار     |                           |
| الناتج المحلي الإجمالي الاسمي للفرد دولار أمريكي          | 15.43 ألف      |                           |
| الناتج المحلي الإجمالي للفرد دولار أمريكي                 | 16.06 ألف      | 3.91 ألف                  |
| مؤشر التنمية البشرية                                      | 0.795          | 0.506                     |
| رمز المكالمات الدولي                                      | +1246          | +222                      |
| رمز الإنترنت                                              | .bb            | .mr                       |
| المنطقة الزمنية                                           | 00             | 00                        |

## منظمات دولية مشتركة
يشترك البلدان في عضوية مجموعة من المنظمات الدولية، منها:
| علم المنظمة | اسم المنظمة                                 | تاريخ انضمام باربادوس | تاريخ انضمام موريتانيا |
| ----------- | ------------------------------------------- | --------------------- | ---------------------- |
|             | مؤسسة التنمية الدولية                       | 29 سبتمبر 1999        | 10 سبتمبر 1963         |
|             | يونسكو                                      | 24 أكتوبر 1968        | 10 يناير 1962          |
|             | وكالة ضمان الاستثمار متعدد الأطراف          | 12 أبريل 1988         | 8 سبتمبر 1992          |
|             | الأمم المتحدة                               | 9 ديسمبر 1966         | 27 أكتوبر 1961         |
|             | مجموعة دول أفريقيا والكاريبي والمحيط الهادئ | ?                     | ?                      |
|             | الاتحاد البريدي العالمي                     | ?                     | ?                      |
|             | البنك الدولي للإنشاء والتعمير               | 12 سبتمبر 1974        | 10 سبتمبر 1963         |
|             | الاتحاد الدولي للاتصالات                    | 16 أغسطس 1967         | 18 أبريل 1962          |
|             | منظمة حظر الأسلحة الكيميائية                | ?                     | ?                      |
|             | مؤسسة التمويل الدولية                       | 25 يونيو 1980         | 29 ديسمبر 1967         |
|             | المركز الدولي لتسوية المنازعات الاستشارية   | 1 ديسمبر 1983         | 14 أكتوبر 1966         |
|             | منظمة التجارة العالمية                      | ?                     | 31 مايو 1995           |
|             | منظمة الشرطة الجنائية الدولية               | ?                     | ?                      |

## وصلات خارجية
- موقع وزارة الخارجية الباربادوسية